# Zoran Gračner
Zoran Gračner, slovenski politik, * 28. avgust 1970.
Gračner je bil kot član LDS poslanec 3. državnega zbora Republike Slovenije.